# Seitán

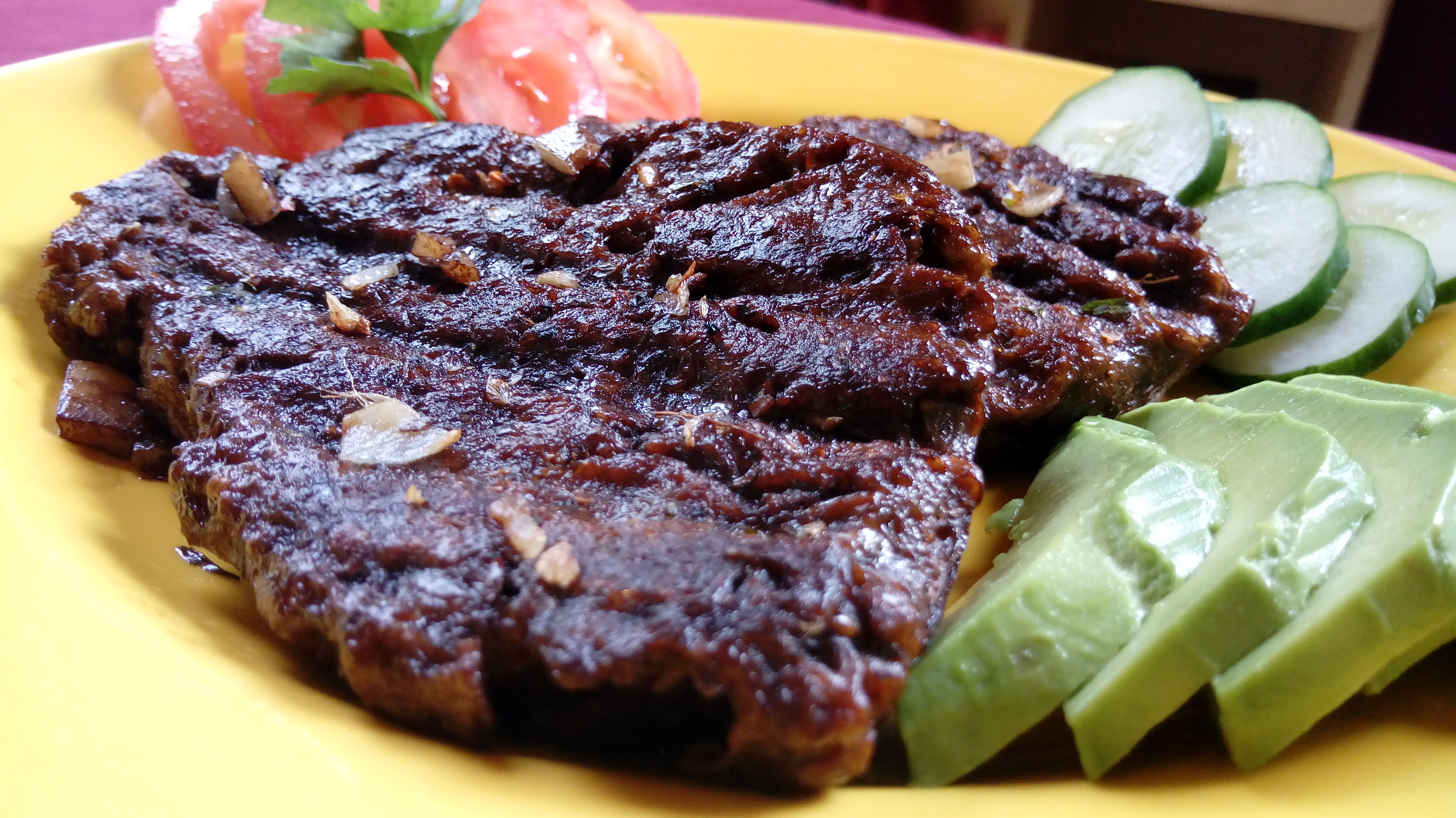
Filete de seitán con ensalada

El seitán es un preparado alimenticio a base de gluten de trigo. La forma tradicional de elaborarlo consiste en lavar una masa de harina de trigo con agua para separar el gluten del almidón. Actualmente se separa industrialmente; se puede comprar el gluten en polvo, que después se hierve en un caldo con salsa de soja, alga kombu y jengibre. Según el diccionario Oxford, el origen de la palabra seitán proviene del japonés shokubutsusei tanpaku, «proteína vegetal».
Es una elaboración moderna, propia de la cocina macrobiótica, basada en elaboraciones de gluten tradicionales de China y Japón. Se le suele denominar "carne vegetal", puesto que su aspecto es similar una vez cocinado. Se puede preparar de muchos modos: frito, rebozado, en estofado, empanado, como base de albóndigas, etc. En Japón existe un producto semejante llamado fu.

## Propiedades del seitán
El gluten, que representa el 80-90% del total de las proteínas del trigo, es un conjunto de proteínas. con un alto valor nutricional y biológico Pero el seitán, como fuente de proteínas es deficiente en aminoácidos esenciales. La capacidad del gluten para suministrar aminoácidos esenciales se ve limitada por la proporción en que estos se encuentran en la misma, según los resultados del nuevo método para medir la calidad de las proteínas (puntuación de aminoácidos indispensables digeribles o DIAAS, por sus siglas en inglés), muy por debajo de las puntuaciones obtenidas por otras proteínas de origen animal (como la leche) o vegetal (como los guisantes). Este resultado se debe a que el gluten contiene una baja proporción del aminoácido esencial lisina. Hay diez aminoácidos que se consideran esenciales, puesto que los animales no pueden sintetizarlos y deben conseguirlos a través de la alimentación. Si los niveles de al menos uno de estos aminoácidos esenciales es deficiente en la dieta general del individuo, la eficiencia en la utilización de los demás se ve comprometida, lo cual limita el crecimiento en los niños y disminuye el aprovechamiento del nitrógeno de la dieta. Para evitar este fenómeno se recomienda generalmente consumir los requerimientos proteicos a partir de una dieta variada que suele incluir legumbres y otras fuentes de proteína con una alta proporción de aporte de lisina.
El gluten es perjudicial para afectados de celiaquismo y entre personas con aparentes intolerancias de origen no celíaco.

## Características culinarias
Por su menor costo, es de uso frecuente en lugar de la carne en la cocina asiática, y las gastronomías vegetariana, budista, macrobiótica y dietética. El seitán es muy popular en China.